# Lautém
Lautém (tetum Lautein) ist ein osttimoresischer Ort im Suco Pairara, im äußersten Osten der Insel Timor. Nach dem Ort ist das Verwaltungsamt Lautém und die Gemeinde Lautém benannt, dessen Hauptstadt der Ort an der Nordküste früher war. 1946 wurde der Verwaltungssitz nach Lospalos verlegt.

## Name

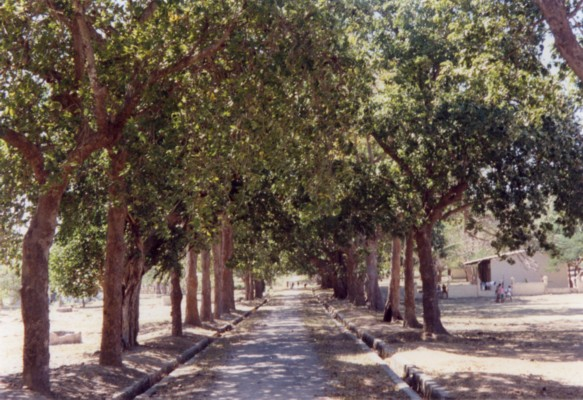
Straßenallee in Lautém

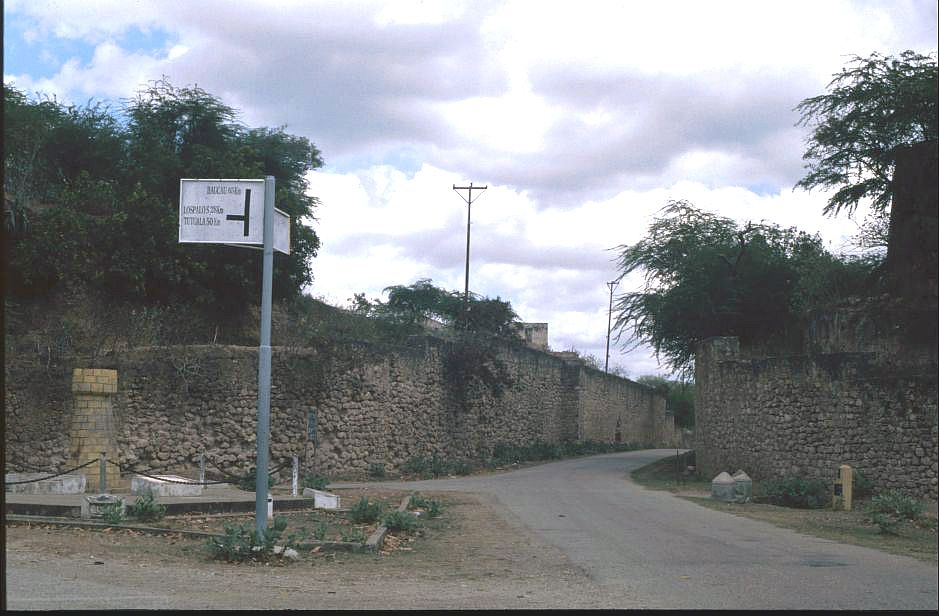
Kreuzung nach Lospalos und Baucau

Der Ortsname leitet sich von den Fataluku-Wörtern lau (Tuch) und tein (heilig) ab, womit der Name in etwa heiliges Tuch bedeutet. Weitere übliche Schreibweisen für den Ortsnamen sind: Lautaim, Lautain und Lauten. 1936 wurde Lautém von den Portugiesen in Vila Nova de Malaca umbenannt. Doch der Name setzte sich nicht durch und einige Jahre nach dem Zweiten Weltkrieg kehrte man zum alten Namen zurück.

## Geographie und Einwohner
Der Ort Lautém gehört zur Aldeia Levono und liegt auf einer Schwemmlandebene, aus der sich mitten im Ort ein kleiner Hügel erhebt. Westlich des Ortes mündet der Fluss Malailada in die Straße von Wetar. In Lautém trifft die Hauptstraße, die von der im Landesinneren gelegenen Gemeindehauptstadt Lospalos kommt auf die nördliche Küstenstraße, die von Com, über die Landeshauptstadt Dili bis an die indonesische Grenze bei Batugade führt. Lautém liegt etwa 170 km östlich von Dili und 20 km nördlich von Lospalos, wobei die Straße nach Lospalos aufgrund der bergigen Landschaft deutlich länger ist. Der flache Strand ist etwa zwei Kilometer lang.
Der Ort verfügt über drei Schulen und ein Hospital.

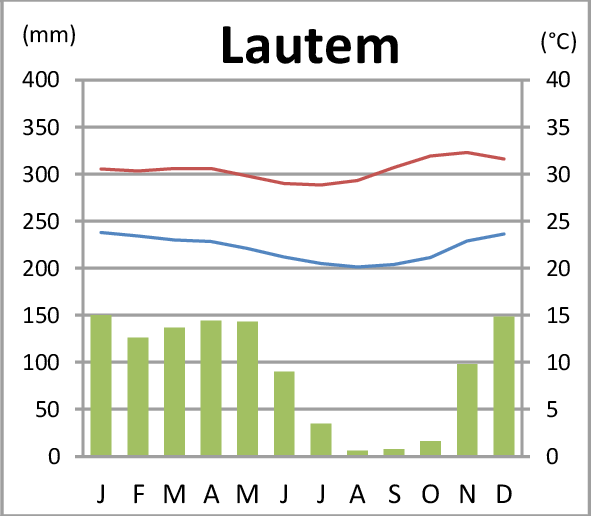
Klimadiagramm von Lautém

## Geschichte

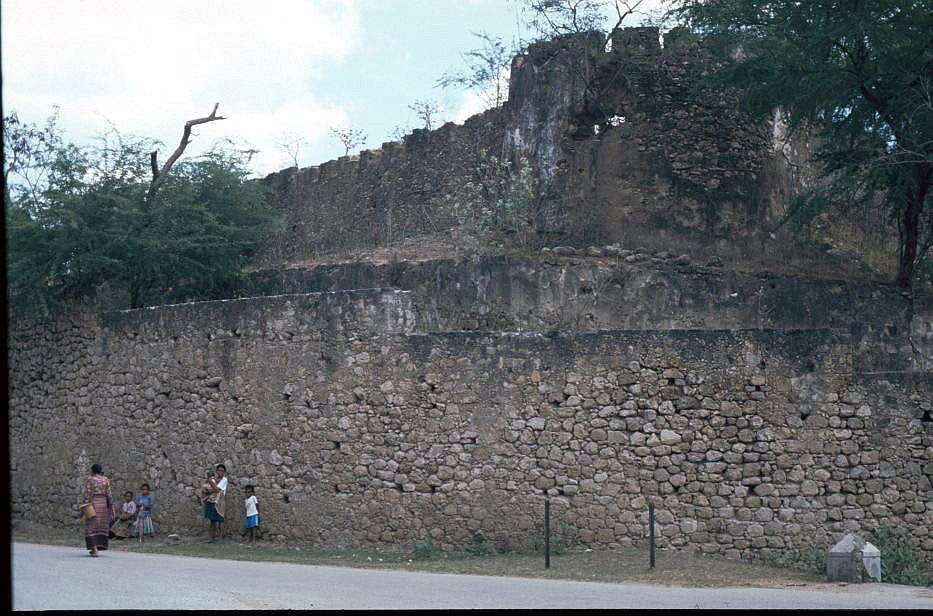
Portugiesisches Fort in Lautém

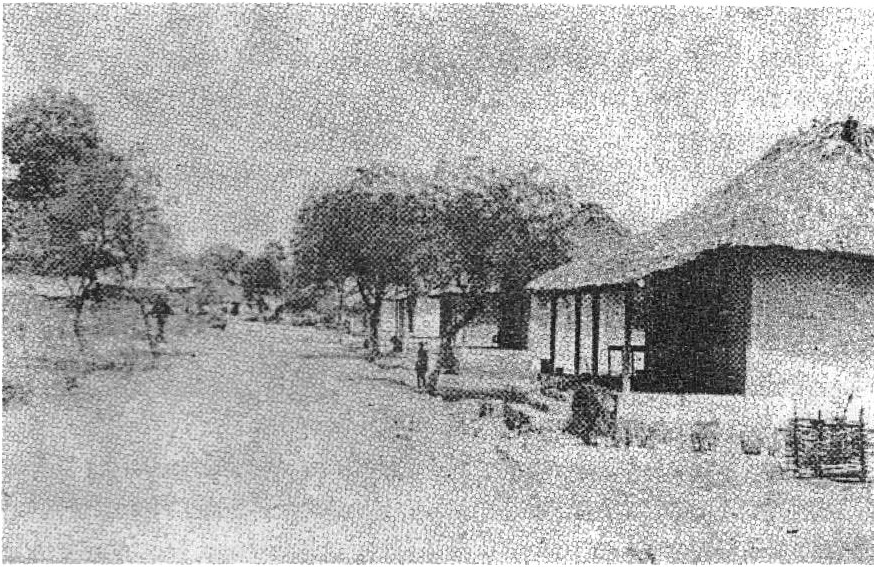
Lautém während der japanischen Besatzung

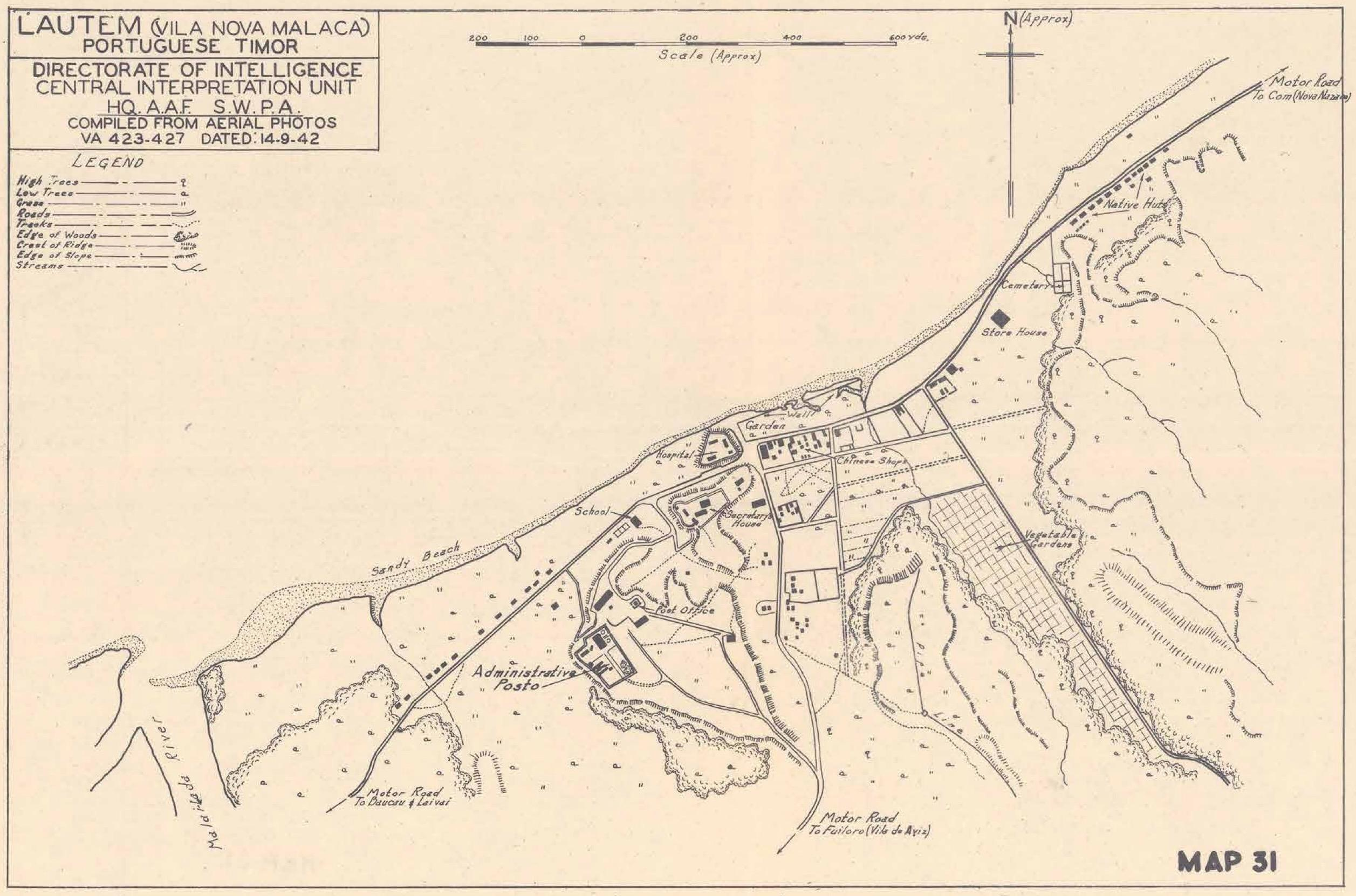
Australische Militärkarte von Lautém (1942)

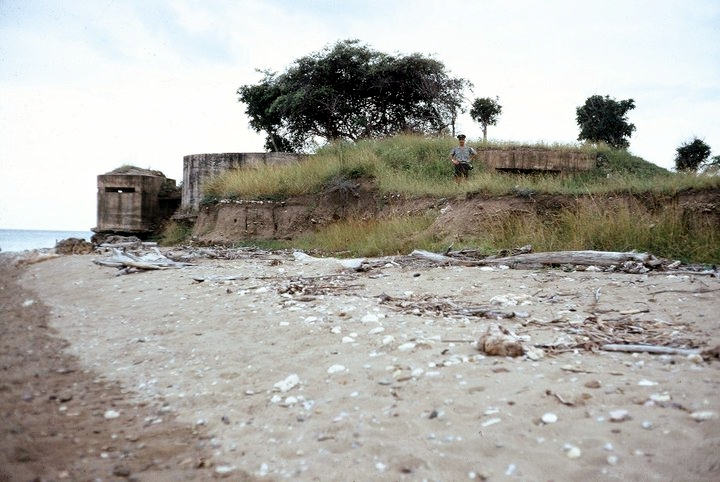
Reste eines japanischen Bunkers beim Ort Lautém

In der Nähe von Lautém wurden Höhlenzeichnungen gefunden, die einige Tausend Jahre alt sein dürften. Eine genaue Datierung ist noch nicht erfolgt.
Ein Überbleibsel aus der Kolonialzeit ist eine weiße, portugiesische Residenz aus dem 18. oder 19. Jahrhundert. Sie besteht aus drei Gruppen festungsartiger Gebäude, auf einem Hügel im Ort, die von Gärten mit Brunnen umgeben sind. Daneben stehen auf dem Hügel eine ehemalige Kirche, Gebäude für die Dienerschaft und Baracken. Von hier aus kann man bis zur Bandasee blicken. Umgeben ist das Areal von einer Mauer, in der man noch die Schießscharten für die Kanonen sehen kann. Die südwestlichste Gruppe besteht aus dem Verwaltungsgebäude und den Nebengebäuden; einige Meter nordöstlich befinden sich das Telefonhäuschen und ein langes Gebäude, in dem sich das Sekretariat und die Waffenkammer befanden. Die zweite festungsartige Anlage befindet sich nördlich des Postens mit Blick auf den Ort. Dieses dient inzwischen als Schule. Die dritte Gruppe liegt nördlich der Schule und direkt oberhalb des Strandes. Zu ihr gehören das alte Krankenhaus und das koloniale Gefängnis.
Auch die japanischen Besatzer, während des Zweiten Weltkriegs, hinterließen in der Residenz ihre Spuren. In dieser Zeit hatte Lautém etwa 500 Einwohner, neben Timoresen auch Portugiesen und Chinesen. Es war ein wichtiger Marktplatz mit einem eigenen Ankerplatz, der vor den Ostmonsun schützt. Von hier aus wurden Tierhäute, Holz, Kopra, Öl, Reis und Mais verschifft. Den größte Teil des Ortes bildeten zehn chinesische Geschäfte und etwa 20 timoresische Häuser. Östlich der Geschäfte gab es eine Reihe von Steinhäusern der portugiesischen Beamten und weiter östlich ein steinernes Zollhaus und einen Friedhof. Auf den Ebenen im Tal lagen ausgedehnte Gemüsegärten. Zu den Hauptprodukten gehörten Mais und Süßkartoffeln.
Am 15. November 1942 landeten Einheiten der 48. japanischen Division am Strand mit Landungsbooten. Die portugiesische Bevölkerung blieb zunächst von Repressalien verschont, doch in der Nacht auf den 16. November warnte ein Dorfvorsteher den Verwalter, dass Männer der Colunas Negras auf dem Weg nach Lautém seien und drohten alle Portugiesen dort zu töten. Der Verwalter und seine Frau trauten dem Rat und folgten dem Vorsteher in seinen 15 Kilometer entfernten Suco, das an Luro grenzte. Dort wurden die beiden Europäer gefesselt, gefoltert und grausam ermordet. Auch die drei Deportados Antonio Teixeira, Mário Goncalves und Raul Monteiro wurden umgebracht. Nach dem was bekannt ist, hatten sich in diesem Fall weder die Japaner, noch andere Gruppen beteiligt. Es soll schlicht ein Racheakt dieser Timoresen für aus ihrer Sicht begangenes Unrecht gewesen sein.
Die japanischen Truppen in Lautém gehörten zur sogenannten „East Area Force“, die aus dem 1. und 2. Bataillon des 2. formosanischen Infanterieregiments und dem 4. Bataillon der 48. Division bestand. 1943 befand sich das Hauptquartier der „East Area Force“ fünf Kilometer außerhalb von Lautém, mit Oberst Toru Tanaka als Kommandeur. Bis zu 25.000 japanische Soldaten waren hier zeitweise stationiert. In der Gegend mussten etwa 500 Einheimische der benachbarten Inseln Moa, Lakor, Leti und Kisar für die Japaner vor allem Mais anbauen. Auch Trostfrauen aus Kisar, Java und Sulawesi lebten in Lautém. Sie wurden auch Opfer der alliierten Luftangriffe. Die japanischen Schiffe Wakatsu Maru und Genmei Maru wurden in der Nähe von Lautém versenkt. An Bord sollen sich 700 Frauen befunden haben, die auf Timor zur Prostitution in den Armeebordellen gezwungen werden sollten.
An der Küste bauten im April 1944 die Japaner Verteidigungsanlagen auf. Reste von einem Bunker findet man an der Küste östlich vom Ort Lautém (08° 21′ 31,3″ S, 126° 54′ 26,1″ O).
Am 7. Februar 1944 bombardierten 14 B-24 der australischen Luftwaffe die Japaner in Lautém.
Nach der Unabhängigkeitserklärung Osttimors 1975 begann Indonesien mit einer großangelegten Invasion in das Nachbarland. Bis Oktober 1976 war auch der Ort Lautém und die Verbindungsstraße Richtung Lospalos unter indonesischer Kontrolle, doch erst 1977 wurde Osttimor auch in der Fläche besetzt.
Bei der indonesischen Operation Donner 1999 wurden alle öffentlichen Einrichtungen zerstört.